# 川田弘道
川田 弘道（かわた こうどう、1893年1月26日 - 没年不詳）は、日本の俳優である。本名絲井川 清（いといがわ きよし、新漢字表記糸井川 清）、活動期の最後の数年に川田 弘三（かわた こうぞう）と名乗る。

## 人物・来歴
1893年（明治26年）1月26日、東京府東京市神田区（現在の東京都千代田区神田地区）に生まれる。
長じて長野に移り、1913年（大正2年）3月、旧制・長野県師範学校（現在の信州大学教育学部）を卒業、旧制小学校の教諭となる。その後、教職を辞して役者に転向し、1916年（大正5年）、東京市下谷区二長町（現在の東京都台東区台東1丁目）の市村座で旧劇（歌舞伎）の舞台に立つ。1923年（大正12年）、松竹蒲田撮影所に入社、同年5月11日に公開された『雪の夜話』（監督池田義臣）に出演して、満30歳で映画界にデビューする。同年9月1日に起きた関東大震災で同撮影所の機能は京都に移転、川田は翌1924年（大正13年）、日活関西撮影所に移籍する。現代劇、時代劇にこだわらぬ多くの映画でさまざまな脇役をこなした。
1927年（昭和2年）4月、牧野省三が主宰、御室撮影所をもつマキノ・プロダクションに移籍する。同月に同社に入社した俳優には、山本礼三郎と大谷鬼若がいる。同社における、記録に残る最初の出演作は、同年5月13日に公開された『悪魔の星の下に』（監督二川文太郎）で、同作では「甘糟郷左衛門」役を演じた。1928年（昭和3年）、「川田 弘三」と改名、記録に残るうち最初に改名後の名でクレジットされた作品は、同年7月20日に公開された『天明果報談』（監督金森萬象）であった。同年に発行された『日本映画俳優名鑑 昭和四年版』では「川田弘道」、翌1929年（昭和4年）に発行された『日本映画俳優名鑑 昭和五年版』では「川田弘三」の名でそれぞれ掲載されている。『日本映画俳優名鑑 昭和五年版』によれば、同年当時の身長は5尺2寸（約157.6センチメートル）、体重は21貫匁（約78.8キログラム）であった。
同年7月25日、牧野省三が亡くなり、同年9月にマキノ正博を核とした新体制が発表になると、川田は、嵐冠三郎、荒木忍、南光明、根岸東一郎、谷崎十郎、阪東三右衛門、市川米十郎、東郷久義、市川幡谷、實川芦雁、桂武男、市川新蔵、津村博、澤田敬之助、河津清三郎、五味國男、柳妻麗三郎、小金井勝、秋田伸一、岡村義夫らとともに「俳優部男優」に名を連ねた。その後、新体制下のマキノ・プロダクションは財政が悪化し、1931年（昭和6年）4月以降、製作が停止する。同年3月6日に公開された『血ろくろ伝記 前篇』（監督金森萬象）に出演したのを最後に、川田は同社を退社する。満38歳であった。同社退社以降の消息はまったく伝えられていない。没年不詳。

## フィルモグラフィ

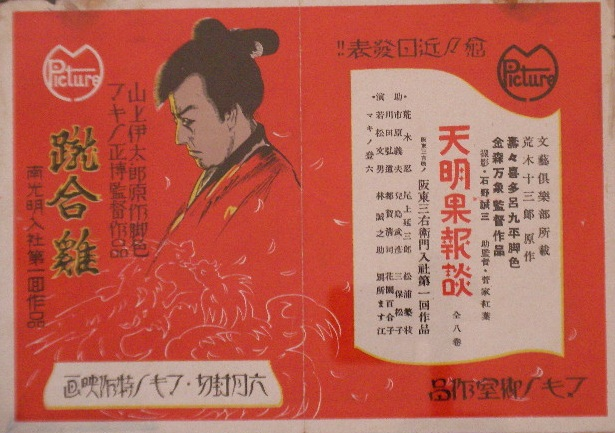
『蹴合鶏』と『天明果報談』（1928年）の公開を予告する当時のチラシ。いずれにも出演したが、右側の『天明果報談』に「川田弘道」の名が確認できる。

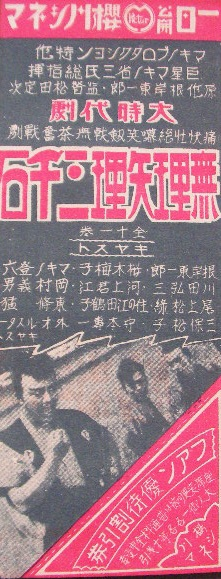
『無理矢理三千石』を上映した桜川キネマでの1929年公開時のチラシ。「川田弘三」の名が確認できる。左の役者は原作・主演の根岸東一郎。

クレジットは、すべて「出演」である。公開日の右側には役名、および東京国立近代美術館フィルムセンター（NFC）、マツダ映画社所蔵等の上映用プリントの現存状況についても記す。同センター等に所蔵されていないものは、とくに1940年代以前の作品についてはほぼ現存しないフィルムである。資料によってタイトルの異なるものは併記した。

### 松竹蒲田撮影所
製作は「松竹蒲田撮影所」、配給は「松竹キネマ」、サイレント映画、名義は不明である。
- 『雪の夜話』[2] : 監督・原作・脚色池田義臣、撮影水谷文次郎、1923年5月11日公開

### 日活京都撮影所第二部
すべて製作は「日活京都撮影所第二部」、配給は「日活」、すべてサイレント映画、「川田弘道」名義である。
- 『君国の為に』（『君国の為めに』、『剱と鍬』改題[9]） : 監督・脚本若山治、撮影内田静一、1925年1月14日公開 - 地主木村清造
- 『因果帳 鴛鴦物語』 : 監督・脚本鈴木謙作、撮影気賀靖吾、装置亀原嘉明、字幕押山保明、1925年3月6日公開 - 達男
- 『大地は微笑む 第一篇』 : 監督若山治、原作吉田百助、脚本畑本秋一、撮影横田達之、装置亀原嘉明、字幕押山保明、1925年4月10日公開 - 利仁敬
- 『大地は微笑む 第二篇』 : 監督若山治、原作吉田百助、脚本畑本秋一、撮影内田静一、装置亀原嘉明、字幕押山保明、1925年4月17日公開 - 朝鮮人 李仁敬
- 『地獄の唄 前篇』 : 監督・脚色若山治、共同監督三枝源次郎、原作青木純二、撮影内田静一、1925年6月14日公開 - 曲馬団主大内権三（主演）
- 『地獄の唄 後篇』 : 監督・脚色若山治、原作青木純二、撮影内田静一、1925年6月19日公開 - 大内権三
- 『心配御無用』 : 監督鈴木謙作、原作・脚色清水龍之介（清水竜之助）、撮影気賀靖吾、1925年6月28日公開 - 黒田男爵（実は盗賊）

### 日活大将軍撮影所
特筆以外すべて製作は「日活大将軍撮影所」、配給は「日活」、すべてサイレント映画、「川田弘道」名義である。
- 『妖怪の棲む家』 : 監督・原作・脚色鈴木謙作、撮影町井春美・松沢又男、装置亀原嘉明・梶由造、字幕小栗美二、1925年9月10日公開 - 下僕実は団長[6]（その従僕実は悪漢の首領[9]）
- 『愛児の行衛』 : 監督三枝源次郎、原作・脚色塚本美代子、撮影内田静一、製作日活関西撮影所教育部、配給日活、1925年9月15日公開 - 先生（日活教育部第一回作品[15]）
- 『ふるさとの歌』 : 監督溝口健二、原作松居張二、脚本清水竜之助、撮影横田達之、装置亀原嘉明、字幕小栗美二、製作日活関西撮影所教育部（文部省[10]）、配給日活、1925年9月製作・同年9月17日（1926年12月3日[9]）公開 - 小学校校長、50分尺で現存（NFC所蔵[10]）
- 『東洋のカルメン』 : 監督・脚色徳永フランク、原作・主演砂田駒子、撮影松沢又男、装置亀原嘉明、字幕小栗美二、1925年10月15日公開
- 『秩父の山美し』 : 監督若山治、原作桜井忠温、脚本不明、撮影松沢又男、1925年12月14日公開
- 『実録忠臣蔵 天の巻 地の巻 人の巻』 : 総指揮池永浩久・中村鶴三、監督・原作・脚色池田富保、助監督清瀬英次郎、撮影松村清太郎、1926年4月1日公開 - 猿橋左内、『忠臣藏 人の巻 地の巻』題・20分尺で現存（NFC所蔵[16]）
- 『和泉屋次郎吉』 : 監督・原作・脚色中山呑海、撮影井隼英一、1926年5月13日公開
- 『業平文治』[9]（『業平文次』[6]） : 監督・原作・脚色波多野安正、撮影渡会六蔵、1926年5月23日公開 - 倉橋武右衛門
- 『世界の智恵者』 : 監督阿部豊、原作・脚本伊藤和夫、撮影竹村喜代之進、装置亀原嘉明、字幕小栗美二、1926年7月4日公開 - 主人満蔵
- 『侠骨三日月 前篇』 : 監督・脚色池田富保、助監督清瀬英次郎、撮影松村清太郎、製作日活・尾上プロダクション、配給日活、1926年7月14日公開 - 酒井若狭守
- 『搖れる鐘』（『揺れる鐘』[7][9]『四谷怪談後日譚 揺れる鐘』[7]） : 監督・原作・脚色中山呑海、撮影井隼英一、1926年7月30日[6][9]（8月26日[7]）公開 - 長者村岡右内
- 『だゝっ児羅漢』（『駄々っ児羅漢』[9]） : 監督高橋寿康、原作小泉長三、脚本西池春之助、撮影渡会六蔵、1926年9月10日公開 - 唐犬権兵衛
- 『月形半平太』 : 監督高橋寿康、原作行友李風、脚色野村雅延、撮影気賀靖吾、1926年9月30日公開 - 樫田源八
- 『鳴門秘帖 第一篇』 : 監督辻吉郎、原作吉川英治、脚本野村雅延、撮影中西与之助、1926年10月31日公開 - 虚無僧光月[1][5]
- 『長恨』 : 監督・原作・脚本伊藤大輔、撮影渡会六蔵、1926年11月15日公開 - 新撰組榊半三郎、15分尺で現存（NFC所蔵[17]）
- 『鳴門秘帖 第二篇』 : 監督辻吉郎、原作吉川英治、脚本野村雅延、撮影中西与之助、1926年12月10日公開 - 虚無僧光月[1][5]
- 『修羅王 前後篇』 : 監督・脚色池田富保、助監督清瀬英次郎、撮影松村清太郎、1926年12月31日公開 - 梶村勘十郎
- 『大義』 : 監督波多野安正、原作西池春之助、脚本不明、撮影出口昌友、1927年1月8日公開 - 吉富軍兵太
- 『大前田英五郎』 : 監督高橋寿康、原作・脚本松本常夫、撮影中西与之助、1927年1月8日公開 - 箱田彦十
- 『愛闘苦闘』 : 監督中山呑海、原作・脚本西池春之助、撮影井隼英一、1927年1月28日公開 - 美津木平太郎
- 『韋駄天吉次』 : 監督伊藤大輔、原作・脚本赤羽恵一郎、撮影井隼英一、1927年2月1日公開 - 古高俊太郎[1][9]
- 『増補改訂忠臣蔵 天の巻 地の巻 人の巻』 : 監督・原作・脚色池田富保、助監督清瀬英次郎、撮影松村清太郎、1927年9月1日公開 - 猿橋左内、『忠臣藏 人の巻 地の巻』題・20分尺で現存（NFC所蔵[16]）

### マキノプロダクション御室撮影所
すべて製作は「マキノプロダクション御室撮影所」、配給は「マキノ・プロダクション」、すべてサイレント映画、特筆以外はすべて「川田弘道」名義である。
- 『悪魔の星の下に』 : 指揮マキノ荘造（マキノ省三）、監督二川文太郎、原作・脚本山上伊太郎、撮影松浦詩華留（松浦茂）、1927年5月13日公開 - 甘糟郷左衛門
- 『鞍馬天狗異聞 続・角兵衛獅子』 : 監督曾根純三、原作大佛次郎、脚本山上伊太郎、撮影三木稔、1927年8月12日公開 - 伊集院権六
- 『矢衾』 : 総指揮マキノ省三、監督金森萬象、原作・脚本寿々喜多呂九平、撮影石野誠三、1927年9月1日公開 - 国守清原出羽守実衡
- 『お江戸日本橋』 : 監督曾根純三、原作・脚本椎名良太（曾根純三）、撮影藤井春美、1927年12月1日公開 - 大老田沼意次
- 『ひよどり草紙 第一篇』 : 監督人見吉之助、原作吉川英治、脚本内田菊子（社喜久江）、撮影木村角山、1928年1月10日公開 - 有馬道紀
- 『悪党』 : 監督富沢進郎、原作・脚本都村健、撮影川辺弥太郎、1928年1月29日公開 - 金剛電次（独眼の剣客）
- 『神州天馬侠 第一篇』 : 監督曾根純三、原作吉川英治、脚本椎名良太（曾根純三）、撮影三木稔・石野誠三、1928年2月3日公開 - 龍巻九郎右衛門
- 『忠魂義烈 実録忠臣蔵』 : 総指揮・監督マキノ省三、監督補秋篠珊次郎（井上金太郎）、脚本山上伊太郎・西条照太郎、撮影田中十三、撮影補藤井春美、1928年3月14日公開 - 吉良間者 猿橋右門、78分尺で現存（NFC所蔵[10]） / 65分尺で現存（マツダ映画社所蔵[14]）
- 『間者』 : 総指揮マキノ省三、監督マキノ正博・松田定次・稲葉蛟児、脚本山上伊太郎、撮影大森伊八、1928年4月15日公開 - 左右田左門
- 『神州天馬侠 第二篇』 : 監督曾根純三、原作吉川英治、脚本椎名良太（曾根純三）、撮影三木稔・石野誠三、1928年4月27日公開 - 龍巻九郎右衛門
- 『蹴合鶏』 : 総指揮マキノ省三、監督マキノ正博、原作・脚本山上伊太郎、撮影松浦茂、殺陣マキノ登六、1928年6月29日公開 - 玄蕃
- 『天明果報談』 : 監督金森萬象、原作荒木十三郎、脚本寿々喜多呂九平、撮影石野誠三、1928年7月20日（6月8日[7]）公開 - その兄新十郎（「川田弘三」名義）
- 『神州天馬侠 第三篇』 : 監督吉野二郎、原作吉川英治、脚本・撮影三木稔、1928年7月27日公開 - 龍巻九郎右衛門
- 『神州天馬侠 第四篇』 : 監督吉野二郎、原作吉川英治、脚本三木みのる（三木稔）、撮影野村金吾、1928年9月21日公開 - 龍巻九郎右衛門
- 『兇状持』 : 監督・原作・脚本人見吉之助、撮影田邊憲治、1928年10月20日（10月21日[7]）公開 - 蝮の源太
- 『浪人街 第一話 美しき獲物』（『浪人街 第一話』[7]） : 総指揮マキノ省三、監督マキノ正博、原作・脚本山上伊太郎、撮影三木稔、1928年10月20日（10月13日[7]）公開 - 小幡伝太夫（「川田弘三」名義[7]）
- 『つづれ烏羽玉 第一篇』 : 監督稲葉蛟児、原作林不忘、脚本物部晋太郎（稲葉蛟児）・松本有義、撮影大塚周一、1928年11月1日公開 - 旗本 饗庭亮三郎（「川田弘三」名義）
- 『崇禅寺馬場』 : 監督マキノ正博、原作・脚本山上伊太郎、撮影三木稔、1928年11月14日公開
- 『隼六剣士 前篇』 : 監督金森萬象、原作・脚本寿々喜多呂九平、撮影石野誠三、1929年1月5日公開 - 龍造寺秀秋
- 『隼六剣士 後篇』 : 監督金森萬象、原作・脚本寿々喜多呂九平、撮影石野誠三、1929年1月10日公開 - 龍造寺秀秋
- 『浪人街 第二話 楽屋風呂 解決篇』 : 総指揮マキノ省三、監督マキノ正博、原作・脚本山上伊太郎、撮影三木稔、1929年2月8日公開 - 河合又五郎（「川田弘三」名義）、『浪人街 第二話 樂屋風呂』題・73分尺で現存（NFC所蔵[18]）
- 『大化新政』 : 総監督・原案マキノ省三、監督二川文太郎・稲葉蛟児・金森萬象・マキノ正博・松田定次・中島宝三・押本七之助・吉野二郎、脚本瀬川與志、撮影松浦茂・三木稔・石野誠三・大塚周一・田邊憲治・木村角山・大森伊八・山本米吉、1929年3月1日公開 - 乙訓の所司の長（「川田弘三」名義）
- 『狂へる小鳩』 : 監督・原作・脚本阪田重則、撮影大森伊八、1929年4月7日公開 - 伊太郎（その父）
- 『女定九郎』 : 監督吉野二郎、原案指導マキノ省三、脚本瀬川與志、撮影石野誠三、1929年4月14日公開 - 紅勘虹八
- 『無理矢理三千石』 : 監督松田定次、原作・主演根岸東一郎、脚本不明、撮影大森伊八、1929年8月1日公開 - 役名不明（「川田弘三」名義）[注釈 1]
- 『首の座』 : 監督マキノ正博、原作・脚本山上伊太郎、撮影三木稔、1929年9月20日公開 - 役名不明[1]
- 『西南戦争』 : 総指揮マキノ省三、監督中島宝三、原作平山蘆江、脚本藤田潤一、撮影野村金吾、1929年10月4日公開 - 西郷小兵衛（「川田弘三」名義）
- 『剣士弥源太』 : 監督人見吉之助、原作・脚本吉田信三、撮影吉田俊作、1929年10月17日公開 - 近藤勇（「川田弘三」名義）
- 『刀を抜いて』 : 監督二川文太郎、原作岡本一平、脚本紫乃塚乙馬（二川文太郎）、撮影大塚周一、1929年10月24日公開 - 水野十郎左衛門（「川田弘三」名義）
- 『荒木又右衛門 全五篇』 : 総指揮・原案マキノ省三、監督マキノ正博・二川文太郎・押本七之助・金森萬象・吉野二郎・中島宝三、脚本瀬川與志、撮影石野誠三・大塚周一・田邊憲治・若宮広三・大森伊八、1929年11月1日公開 - 役名不明（「川田弘三」名義[7]）
- 『早慶戦時代』 : 監督川浪良太、原作斎藤三郎、脚本八田尚之、撮影石野誠三、1929年11月15日公開 - 早大野球部長阿部氏（「川田弘三」名義）
- 『浪人街 第三話 憑かれた人々』 : 監督マキノ正博、原作・脚本山上伊太郎、撮影三木稔、1929年11月15日公開 - 辰己大蔵（衣非大蔵[8]、「川田弘三」名義）
- 『大逆倫』 : 監督勝見正義、監督補並木鏡太郎、原作・脚色西条照太郎、撮影松浦茂・大森伊八・田邊憲治・木村角山・石本秀夫（石本秀雄）、製作勝見庸太郎プロダクション、配給マキノプロダクション、1929年11月22日公開 - 石田孫兵衛
- 『天保水滸伝』 : 監督・原案押本七之輔（押本七之助）、脚本関口光昭、撮影田邊憲治、1930年1月5日公開 - 成田の甚三（「川田弘三」名義）
- 『特急本塁打』 : 監督三上良二、原作・脚本・主演根岸東一郎、撮影野村金吾、1930年1月10日公開 - 亀床し亀六（「川田弘三」名義）
- 『相馬の金さん』 : 監督・脚本阪田重則、原作岡本綺堂、撮影大森伊八、1930年1月31日公開 - 伊勢屋千右衛門（「川田弘三」名義）
- 『オイコラ行進曲 湯煙り長屋合戦の巻』 : 監督松田定次、原作・脚本松本健二郎、撮影吉田俊作、1930年2月21日公開 - 家主八兵衛
- 『かまいたち』 : 監督押本七之輔（押本七之助）、原作村上浪六、脚本中川信夫、撮影田邊憲治、1930年4月18日（4月15日[7]）公開 - 鈴木屋治兵衛（「川田弘三」名義）
- 『嬰児殺し』 : 監督マキノ正博・久保為義、原作山本有三、脚本不明、撮影三木稔、1930年7月13日（8月8日[7]）公開 - 役名不明（「川田弘三」名義）
- 『祐天吉松』 : 監督吉野二郎、脚本田憲光、撮影松浦茂、1930年8月22日公開 - 金五郎（「川田弘三」名義）
- 『里見八剣伝』 : 監督吉野二郎、原作宝井馬琴、脚本不明、撮影若宮広三、1931年1月5日公開 - 管領成氏公（「川田弘三」名義）
- 『血ろくろ伝記 前篇』 : 監督金森萬象、原作土師清二、脚本仁礼槐太郎、撮影田邊憲治、1931年3月6日公開 - 山宿の藤吉（目明し、「川田弘三」名義）、『血ろくろ傳奇』題・65分尺で現存（NFC所蔵[19]）